# Пушмедзя
Пушмедзя́ (рос. Пушмедзя) — річка в Удмуртії (Увинський район), Росія, ліва притока Уви.
Довжина річки становить 9 км. Бере початок за 8 км південний захід від присілку Пужмесь-Тукля. Протікає спочатку на захід, з окремими меандрами північно-західного та південно-західного напрямків. Впадає до Уви навпроти гирла правої притоки Лудзілки. Береги заліснені та заболочені, долина широка. Приймає декілька дрібних приток.
Над річкою не розташовано населених пунктів.
| Річка | Це незавершена стаття про річку. Ви можете допомогти проєкту, виправивши або дописавши її. |